# Григораш Гліб Миколайович
Глі́́б Микола́йович Григора́ш (21 грудня 1966, Миколаїв — 13 жовтня 2014, Біла Кам'янка, Тельманівський район) — старший лейтенант 19-го батальйону територіальної оборони Збройних сил України, загинув в ході російсько-української війни.

## Життєпис
Народився 21 грудня 1966 року в Миколаєві. Жив на вулиці Фрунзе. Навчався в середній школі № 35, яку закінчив у 1984 році. 1984 року вступив до Пермського військового авіатехнічного училища, яке закінчив у 1987-му. Служив у різних авіачастинах: від Далекого Сходу до Польщі. Після проголошення незалежності України продовжує службу старшим техніком з радіотехнічного обладнання у бригаді морської авіації в Кульбакиному. Після переводу частини в м. Саки і скорочення штату в 2003 році він виходить на пенсію у званні старшого лейтенанта.
У травні 2014 року під час мобілізації добровольцем прийшов у 19 батальйон територіальної оборони. Був призначений заступником командира роти із озброєння і техніки.
5 вересня батальйон прибув на місце дислокації, у район Гранітне — Старогнатівка — Тельманове. Позиції були всього у декількох кілометрах від сепаратистів, обстріли артилерії бойовиків і прольоти безпілотників під час так званого «перемир'я» тут були звичною справою. 13 вересня близько 80 бійців самовільно покинули поле бою, оголивши лінію захисту, кинувши зброю і бойових товаришів, повернулись до Миколаєва. Залишились 33 чоловіки, серед них був і Гліб Григораш. Вони два тижні утримували оборону, поки на допомогу не прийшли «морські котики». На другий день, 14 вересня, ворог організував бійцям, які залишились, засідку, але наразились на шалений спротив. Три із 4-х танків терористів бійці спалили. Потім витримали ще два бойові зіткнення, знищили всіх терористів у засідці, придушили всі вогневі точки ворога, не маючи важкого озброєння. Після цього сепаратисти назвали бійців батальйону «шаленими».
Загинув при виконанні бйового завдання 13 жовтня 2014-го біля села Біла Кам'янка Тельманівського району. Поблизу Білокам'янки при поверненні з розвідки підірвалися на фугасі, також загинули вояки 19-го батальйону територіальної оборони — старший лейтенант Григорій Береговенко, солдати Дмитро Котєшевський та Володимир Бабич.
Похований в Миколаєві на кладовищі у Матвіївці. Вдома залишилися дружина Наталія та дві доньки — Анна і Ксенія.

## Нагороди і вшанування
За особисту мужність і героїзм, виявлені у захисті державного суверенітету та територіальної цілісності України, вірність військовій присязі під час російсько-української війни
- нагороджений орденом Богдана Хмельницького ІІІ ступеня (4.6.2015, посмертно).
- 26 липня 2024 року вулицю Космонавта Волкова в Миколаєві перейменовано на вулицю Гліба Григораша[2].
- Його портрет розміщений на меморіалі «Стіна пам'яті полеглих за Україну» у Києві: секція 4, ряд 3, місце 39
- 11 жовтня 2019 року у школі № 35 міста Миколаєва на його честь відкрито меморіальну дошку